# سیندره
سیندره (به فرانسوی: Cindré) یک کمون (فرانسه) در فرانسه است که در canton of Jaligny-sur-Besbre واقع شده‌است. سیندره ۲۲٫۶۳ کیلومتر مربع مساحت دارد ۳۰۰ متر بالاتر از سطح دریا واقع شده‌است.